# Aleth Hansen
 Aleth Sophus Hansen (født 21. februar 1817 i Rudkøbing, død 24. december 1889 i København) var en dansk præst og kultusminister fra 15. marts 1868 – 22. september 1869.

## Gejstlig karriere
Hans forældre var købmand Christen Ravn Hansen og Cathrine født Basballe. Han blev student fra Sorø Akademi 1835, tog teologisk embedseksamen 1840, hvorefter han blev alumnus på Borchs Kollegium. 1845-47 deltog han som skibspræst i korvetten Galatheas jordomsejling. Han havde fået det hverv at gøre indkøb for Etnografisk Museum, og selv samlede han bøger, trykte i Indien og på Sydhavsøerne, samt kinesiske skrifter, hvilke han siden skænkede Det Kongelige Bibliotek efter hjemkomsten blev han 1848 kateket i Hjørring og 1850 sognepræst i Husby i Flensborg Provsti. 1854 valgtes han af gejstligheden til stændersuppleant, og da den deputerede, lic. theol. Hagerup, blev syg, deltog han i stænderforsamlingerne 1855, 1856, 1857 og 1860, hvor han var et anset, om end sjældnere fremtrædende, medlem af den danske minoritet. 1856 blev han provst for Flensborg Amt og de blandede sogne i Gottorps Provsti, 1858 sognepræst i Grumtoft i Angel og 1860 provst for hele Gottorp Provsti. Det var en vanskelig stilling at være provst i Slesvigs blandede distrikter, men den sindighed, hvormed han optrådte, og hans milde, rolige væsen hjalp ham over vanskelighederne. Selvfølgelig kunne en præst, der havde deltaget i politisk virksomhed, ikke blive i Slesvig efter 1864; han blev straks afsat og foretog derefter 1865-66 en rejse til Italien. Efter hjemkomsten blev han 1866 sognepræst i Ferslev og Vellerup i Horns Herred.

## Kultusminister
Det kom vistnok ganske uventet for de fleste, da han 15. marts 1868 udnævntes til kultusminister. Forhandlingerne om Valgmenighedsloven satte den gang sindene i en stor bevægelse i alle kirkelige kredse, adresser for og imod strømmede ind til ministeriet og Rigsdagen, men det store flertal af gejstligheden var uvillig stemt mod loven, og særlig gjaldt dette om biskopperne, der indgav en adresse til Landstinget af en sådan natur, at den måtte betragtes som et mistillidsvotum mod deres kollega P.C. Kierkegaard, der som kultusminister havde påtaget sig at gennemføre lovforslaget. En sådan storm var for meget for en mand af Kierkegaards nervøse natur og med hans ængstelige samvittighedsfuldhed; han tog sin afsked midt under forhandlingerne, og ministeriet Frijs, hvis chef under disse mere og mere synes at være blevet overbevist om lovens retfærdighed og nødvendighed, stod uden kultusminister. Den heftige opposition fra gejstlighedens side gjorde det ønskeligt at finde en gejstlig mand til denne plads, og der var ikke mange at vælge imellem; Hansen havde i Sorø gået i skole med konseilspræsidenten, han var jo desuden ikke fremmed for politisk virksomhed, og valget faldt da på ham.
Uagtet han ellers vistnok ikke kunne regnes mellem N.F.S. Grundtvigs disciple, nærede han fuld overbevisning om lovens nødvendighed og billighed. Men det var ingen let sag at skulle overvinde den modstand, den mødte i Landstinget, hvor det med rette blev fremhævet, at den i virkeligheden var en lejlighedslov, fremkaldt ved et enkelt tilfælde (Vilhelm Birkedals afskedigelse). Det var intet under, at han, da en måned efter hans tiltrædelse det afgørende slag stod i Landstinget, ikke sejrede i debatten over for dettes slagfærdige medlemmer. Lovens vedtagelse blev ikke sat igennem af ham, men af konseilspræsidenten, der gjorde den til et kabinetsspørgsmål. Denne sejr skulde derfor ikke styrke Hansens stilling, og 22. september 1869 udtrådte han af ministeriet.

## Senere liv
Efter en rejse til Schweiz ansattes han 1870 som sognepræst for Ledøje og Smørum i Københavns Amt. Her fra tog han sin afsked 1881, da astma gjorde ham det umuligt at besørge sit embede. Endnu en gang rejste han til syden, denne gang til Sydfrankrig. Denne så vel som den tidligere rejse foretog han især for sine børns skyld, da disse også led af brystsvaghed; både en søn og en datter døde på rejserne.
Han giftede sig i 1845 med Caroline Juliette Muderspach (født 2. februar 1819), Datter af løjtnant og krudtmester F. Chr. Muderspach på Frederiksværk og Ane Marie f. Weischer. Hun døde 9. oktober 1881. Selv bukkede han under for sin gamle sygdom i København 24. december 1889. Han var blevet Ridder af Dannebrog 1857 og Dannebrogsmand 1869.
De mange rejser, Hansen foretog, havde skaffet ham en stor færdighed i at tale forskellige levende sprog; han var en god iagttager og havde samlet mange kundskaber, der gav ham et videre syn, end det i reglen falder i deres lod, der er bundne til et enkelt sted. Som præst nød han med rette høj agtelse, og som næsten alle, der have været ansatte i Slesvig, så han hen til denne tid som den bedste del af sit liv og blev til det sidste ved med håb og sorg at følge de danske slesvigeres kamp for at bevare deres sprog.
Han er begravet på Holmens Kirkegård.

## Eksterne kilder og henvisninger
- Efter Hans Ludvig Schielderup Parelius Koch i Dansk Biografisk Leksikon på Projekt Runeberg, hvor der angives disse kilder:
  - Illustreret Tidende XXXI, Nr. 14.
  - Sofus Elvius, Danmarks Præstehistorie 1869-84 S. 325.
  - Thomas Hansen Erslew, Almindeligt Forfatter-Lexicon for Kongeriget Danmark med tilhørende Bilande fra 1814

| Efterfulgte: Christen Fonnesbech | Kultusminister 15. marts 1868 – 22. september 1869 | Efterfulgtes af: Ernst Emil Rosenørn |